# Bonaventure Carvalho
Bonaventure Carvalho (2 ottobre 1928 – Dakar, 5 dicembre 2009) è stato un allenatore di pallacanestro senegalese.

## Carriera
Ha guidato il Senegal a due Campionati mondiali (1975, 1979) e ha vinto 5 medaglie d'oro ai Campionati africani.